# Karditsa
Karditsa (gr. Καρδίτσα) – miasto w środkowej części Grecji, w administracji zdecentralizowanej Tesalia-Grecja Środkowa, w regionie Tesalia, w jednostce regionalnej Karditsa. Siedziba gminy Karditsa. W 2011 roku liczyło 38 554 mieszkańców.